# Maurice Ordinaire
Pour les articles homonymes, voir Ordinaire.
Maurice Ordinaire, né le 7 février 1862 à Saint-Quentin (Aisne) et mort le 23 septembre 1934 à Pompaples (Suisse), est un homme politique français.

## Biographie
Fils de Dionys Ordinaire, ancien député du Doubs et ami personnel de Gambetta, il devient journaliste après son doctorat en droit. Il entre au journal La République française de Joseph Reinach et traite les questions coloniales. Il entre en politique en devenant chef de cabinet de deux ministres des colonies, Émile Jamais et Théophile Delcassé. Il devient ensuite chef de cabinet du président du Sénat, puis chef du service des renseignements commerciaux au ministère des Colonies, et enfin chef de cabinet d'Henry Boucher, ministre du Commerce.
Conseiller général du Doubs de 1883 à 1934, il est député du Doubs de 1898 à 1902, il est secrétaire de la Chambre en 1898 et 1899, mais participe peu aux débats. Battu en 1902, il reprend ses activités de journaliste et prend la direction de l'Office tunisien. En 1913, il est sénateur du Doubs et le reste jusqu'à son décès en 1934. Membre du groupe de l'Union démocratique, il s'occupe essentiellement de l'Afrique du Nord et des chemins de fer locaux. Il est vice-président du Sénat de 1930 à 1932.
Sa sœur, Thérèse, épouse le scientifique André Pelletan, fils d'Eugène Pelletan et frère de Camille Pelletan. Ce mariage donnera naissance à une fille, Odette, qui épousera l'un des hommes politiques majeurs de l'entre-deux-guerres : Georges Bonnet.
Maurice Ordinaire se mariera avec Louise Grosdidier qui deviendra Louise Ordinaire, dont il eut trois filles et un fils, dont descendance.

## Distinctions
- Officier de la Légion d'honneur (20 octobre 1911)[2]

## Sources
- Maurice Ordinaire : Notre famille (Notes pour mes enfants), Impr. Paul Dupont, 1926
- « Maurice Ordinaire », dans le Dictionnaire des parlementaires français (1889-1940), sous la direction de Jean Jolly, PUF, 1960 [détail de l’édition]
- Paul Baquiast: une dynastie de la bourgeoisie républicaine: les Pelletan. L'Harmattan, 1996